# 체코슬로바키아 망명정부

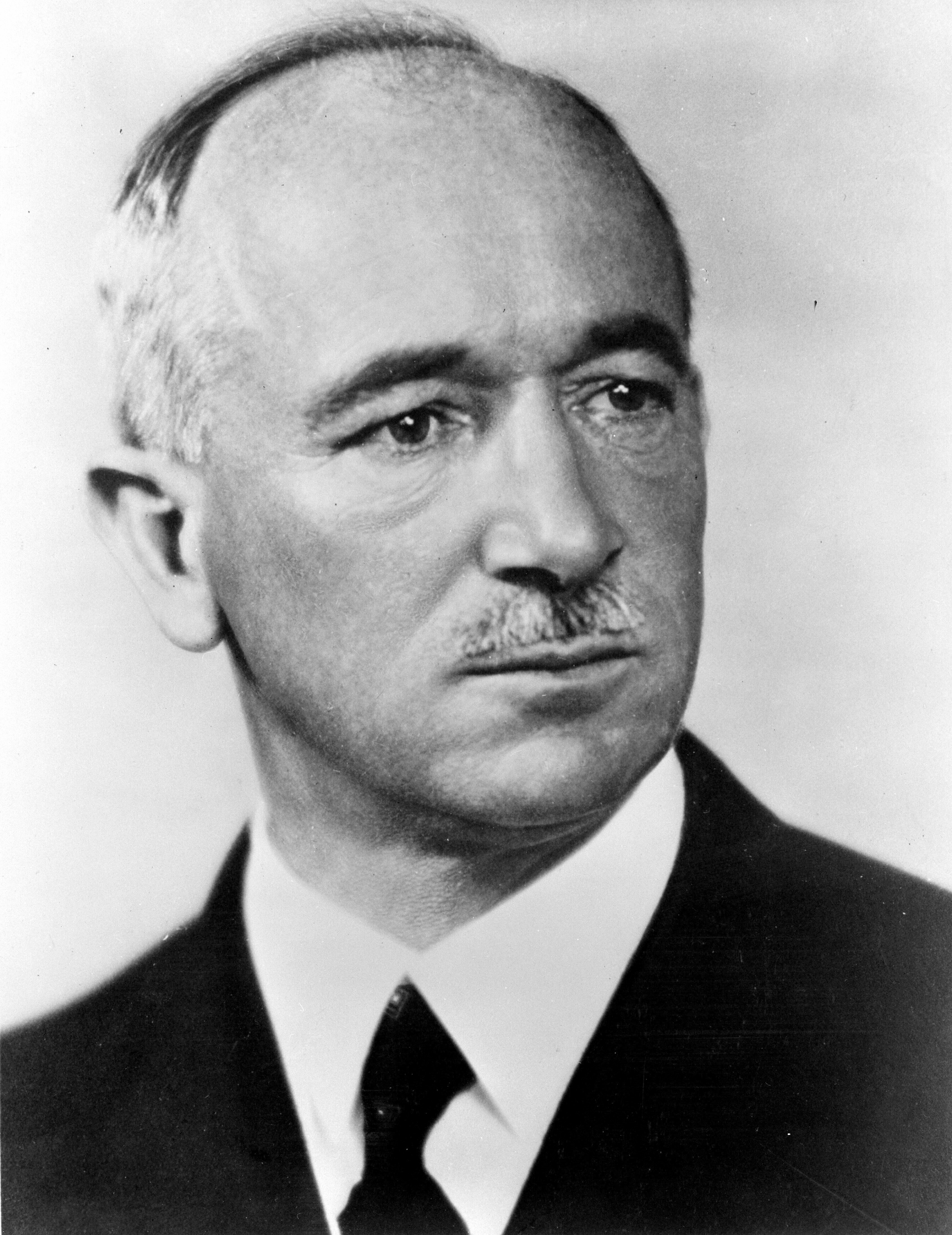
체코슬로바키아 망명 정부의 대통령인 에드바르트 베네시

체코슬로바키아 망명정부는 체코슬로바키아 국민자유위원회에 설립된 비공식적인 정부를 말한다. 이들은 영국의 정치적 승인을 받았다. 2차 세계 대전 동안 미국을 비롯한 연합국들이 인정하면서 이 이름이 유래되었다. 위원회는 전 체코슬로바키아 대통령이었던 에드바르트 베네시에 의해 1939년 10월 파리에서 설립되었다. 정치적 지위를 두고 프랑스와 협상을 진행했으나, 프랑스 공방전에 의해 프랑스가 패망하자 협상은 결렬되었고, 위원회는 1940년 런던으로 철수할 수밖에 없었다. 1941년 이들은 런던 대공습을 피해 버킹엄셔주로 다시 이동했다제2차 세계 대전 직전에 나치 독일이 체코슬로바키아를 점령한 이래로 이 정부는 적법성이 있는 정부였다. 이들은 체코슬로바키아 제1공화국의 정통성을 계승한 국가로 평가받고 있다. 1945년 프라하 해방으로 이 정부 또한 체코슬로바키아 지역으로 귀환했다.

## 위원회에서 정부로
1938년 뮌헨 협정으로 체코슬로바키아 제1공화국이 멸망할 기미를 보이자, 대통령 에드바르트 베네시는 대통령 직책에서 사임한다. 1주일 후 뮌헨 협정을 통해 주데텐란트가 나치 독일에 할양되는 것이 영국과 프랑스에 의해 승인되었다. 그는 처음에 토마시 가리크 마사리크가 있는 시카고 대학으로 갔다. 그곳에 있는 동안 그는 유럽으로 되돌아와 망명 정부 같은 조직을 설립하기를 촉구받았다. 그는 이에 따라 그의 이전 행정부에 있었던 다른 주요 관료들과 파리에서 살았다. 제2차 세계 대전이 공식적으로 발발하자, 이 단체는 체코 국민 자유 위원회라는 이름으로 알려지게 되었고, 체코슬로바키아 망명 정부로써의 국제적 승인을 추구하기 시작했다. 그러나 1939년 말까지도 프랑스와 영국은 국제 조약을 수행해야 할 권리가 있다는 이유로 뮌헨 협정의 기한을 확장시켰다. 프랑스의 경우 1939년 11월 13일까지로 늘렸고, 영국의 경우에는 1939년 12월 20일까지로 확장시켰다.

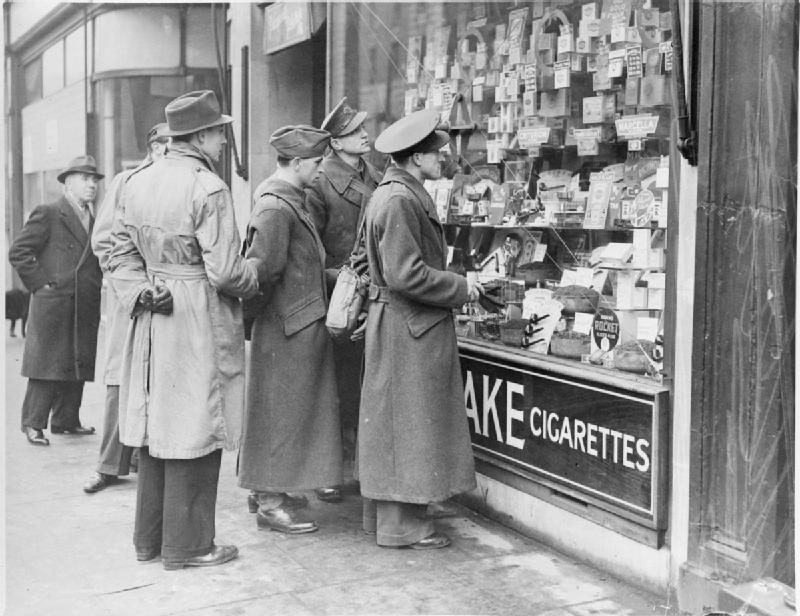
1940년 런던에 있는 체코슬로바키아군

사실상 위원회를 망명정부로 인정하지 않는 것에 대한 장애물은 프랑스였다. 에두아르 달라디에의 프랑스 정부는 위원회에 대한 야망과 체코슬로바키아에 대한 야망 사이에서 반대 감정이 엇갈리고 있었다. 그는 아돌프 히틀러가 전쟁으로 나가는 것을 목격하고 있었지만, 네빌 체임벌린의 요구에 궁극적으로 굴복할 수 밖에 없었다. 전쟁이 찾아온 이후 그와 그의 정부는 소비에트 연방이나 나치 중 어떤 국가의 위협이 더 클지에 대해 망설이고 있었다. 이와 비슷하게, 그는 위원회를 비정부 기관으로써 인정하는 것은 허용했지만 그의 정부는 베네시에게 어떠한 언급도 없었고, 전후 체코슬로바키아에 대한 많은 가능성만 보고 있었다. 베네시에게 망명 정부라는 지위를 줄 때, 프랑스 정부의 많은 의구심들 중 하나는 독립한 슬로바키아에 대한 불확실한 상황에 대한 사실이었다. 1939년 겨울 프랑스 정부는 슬로바키아의 상대적으로 유동적인 상황 변화로 인해 베네시가 모든 체코슬로바키아인들과 반드시 대화하지는 않을 것이라고 느꼈다. 이에 따라 프랑스 정부는 베네시의 위원회가 체코슬로바키아 제1공화국으로 돌아가려는 염원에 대해 직접적인 표현을 피하고자 했다. 그러나 베네시가 잘 훈련된 체코슬로바키아 군대로부터 군사적 지원을 받는 핵심인물이 됨에 따라, 프랑스는 사실상 위원회와 조약을 체결한 첫 국가가 되었다. 1939년 10월 2일, 위원회와 프랑스 정부는 체코슬로바키아 군대의 재설립을 프랑스 영토 내에서 해도 된다는 협상을 이끌었다. 이렇게 설립된 체코슬로바키아 군대는 프랑스 공방전에의 마지막 전투들에서 프랑스와 연합해 독일에 맞서 싸운다.
베네시 위원회를 가장 직접적으로 도와주었던 것은 연합군이 프랑스 공방전에서 패배한 것이었다. 프랑스의 패망으로 새로 임명된 총리인 윈스턴 처칠의 관점이 프랑스 제3공화국에 대한 걱정으로 점철되고 있었기 때문이다. 그는 이전 총리보다 체코슬로바키아 문제에 대해 좀 더 명확한 시각을 가지고 있었고, 프랑스 공방전이 끝난 후 그는 베네시를 체코슬로바키아 망명 정부의 대통령으로 재빠르게 승인했다. 그럼에도 불구하고 위원회는 여전히 이 승인에 대해 불확실함을 떨쳐낼 수 없었는데, 베네시가 대통령이라고 구체적으로 언급만 했을뿐 실질적으로 베네시를 이전에 존재했던 정부와 연계시키려고 하지 않았기 때문이었다. 이에 따라 위원회는 영국 정부에게 더 큰 확실성을 보장받기 위해 1941년 4월 영국 정부를 압박했고, 같은 해 4월 18일 그들은 영국 정부에게 "그들과의 협정이 체코슬로바키아 공화국이라는 이름 하에 1938년 9월 이전의 정부로 결론지어지도록" 요구했다. 영국 외무장관 앤서니 에덴은 1941년 7월 18일 이와 비슷한 내용을 발표했다. 미국과 소련 또한 1941년 말 영국과 같은 행동을 취했고, 이는 슬로바키아 제1공화국이 양국에 선전포고하는 계기가 되었다. 추축국 정부들은 이에 대항해 비공식적으로도, 또 공식적으로도 브라티슬라바에 있는 슬로바키아 제1공화국을 1941년 중후반에 인정하였다. 남아있는 법적 문제는 베네시 정부가 체코슬로바키아 제1공화국을 실질적으로 계승한 국가이냐 아니면 베네시의 독립된 법적 지지 기반이었냐는 것이었다. 이것은 1942년 봄, 보헤미아의 체코슬로바키아 연합 작전 사령부가 보헤미아-모라바 보호령의 총독이었던 라인하르트 하이드리히에게 치명상을 입힌 것으로 깨끗하게 지워졌다. 안트로포이드 작전이라 불리는 이 임무의 성공은 영국과 자유 프랑스가 공식적으로 뮌헨 협정을 부인하고 베네시 정권이 체코슬로바키아 제1공화국의 계승 정권임을 인정하는 계기가 되었다.

## 미래를 위한 계획
베네시는 연합군의 예상된 승리에 뮌헨 협정 이전의 체코슬로바키아 복구에 대한 염원을 품었지만, 그것은 헛된 것임이 드러났다. 베네시는 독일의 공격으로부터 체코슬로바키아를 지키기 위해 폴란드, 그리고 소련과 동맹을 맺음으로써 체코슬로바키아의 안보를 강화하기로 결정했다. 그러나 소련은 체코슬로바키아-소련-폴란드 삼각 협상을 거부했다. 1943녀 12월, 베네시 정부는 소비에트 연방 정부와 협약을 체결했다. 소련과 우호적인 관계를 유지하면서, 베네시의 이익은 전후 체코슬로바키아 내에서 일어날 수 있는 공산당의 쿠데타를 소련이 지원하지 못하도록 하는 것이었다. 베네시는 체코슬로바키아 공산당도 영국에 있는 자신의 망명 정부와 협조할 수 있도록 노력했으며 중화학 산업의 국유화와 지역 인민 위원회의 창설 등과 같은 타협점도 찾아냈다. 1945년 3월, 그는 주요 정부 관직을 체코슬로바키아 망명 공산당에게 주었다. 그러나 이러한 베네시의 노력은 1948년 체코슬로바키아 쿠데타로 무산된다.

### 독일인 문제
전쟁 말기에 베네시는 독일인 소수 문제를 해결하기 위해 노력했고, 수데텐 독일 인구의 전후 변경에 기초한 해결책에 대해 연합국의 동의를 얻어냈다. 라인하르트 하인리히의 암살 이후 나치 정권은 대부분의 체코슬로바키아 레지스탕스에게 독일과 오스트리아로 독일 민족을 이주시킴으로써 해결될 수 있는 "독일인 문제에 관한 최후의 해법"을 제시했다. 이 요구들은 망명 정부에 의해 채택되었고 이것을 동의한 연합군의 지원하에 1943년부터 시작되었다. 망명 정부는 베네시 칙령에 의해 법제화되었다. 이 칙령들 중 하나는 그들의 권리 존중 및 이주 이후의 문제를 포함한 전후 체코슬로바키아에서 독일 민족 및 헝가리인의 지위를 다루고 있는 것이었다. 그러나 독일인의 이주에 대한 최종 협상은 1945년 8월 2일 포츠담 회담이 끝날 때까지 타결되지 못했다.

## 참고 문헌
- Neil Rees "The Secret History of The Czech Connection - The Czechoslovak Government in Exile in London and Buckinghamshire" compiled by Neil Rees, England, 2005. ISBN 0-9550883-0-5.
- Mastny, Vojtech (1979). “The Czechoslovak Government-in-Exile During World War II”. 《Jahrbücher für Geschichte Osteuropas》 27 (4): 548–63.